# Luigi Celleri
Luigi Gesualdo Celleri (San Piero in Campo, 5 giugno 1828 – San Piero in Campo, 21 luglio 1900) è stato un mineralogista italiano.
Al mineralogista è stata dedicata la celleriite, una nuova tormalina giallastra con terminazione nera rinvenuta a San Piero in Campo.

## Biografia
Nato da Matteo Celleri e Rosa Gasperi, si dedicò alla ricerca mineralogica in collaborazione con Raffaello Foresi. Dopo la morte di Foresi (1876) intraprese nuove ricerche con Giorgio Roster e Bista Toscanelli, che avevano acquistato numerosi diritti di escavazione nei filoni pegmatitici dell'Elba occidentale. Successivamente Luigi Celleri fu incaricato di redigere ricerche mineralogiche in funzione dell'istituzione, da parte di Pilade Del Buono, di un Museo mineralogico nella Galleria Demidoff presso la Villa di San Martino (Portoferraio). A tale periodo risalgono importanti ritrovamenti mineralogici, come i quarzi gommoidi (in località Palombaia) ed esemplari di wollastonite (in località Cavoli).
Il 19 aprile 1900, durante uno scavo nel filone pegmatitico di Grottadoggi, Luigi Celleri fu colto da un malore e morì due giorni dopo.
A Luigi Celleri è intitolato il Museo mineralogico e gemmologico di San Piero in Campo, istituito nel 2013.

## Testimonianze
«Io fui di quelli che andarono direttamente a San Piero e ricordo che giunti presso il paese, abbarbicato sui massi granitici, ci venne incontro un uomo, che sembrava assai attempato per il personale ricurvo e la lunga barba ispida e quasi bianca. Alcuni di noi lo riconobbero da lontano e sentii da varie parti esclamare: "Ecco il Celleri! Come va, Celleri?" Quando ci incontrammo egli sorrise alla comitiva con aria stanca, strinse la mano a tutti come vecchie conoscenze. (...) Bisognava sentirlo raccontare quale fu la sua gioia il giorno che trovarono una geode tempestata da migliaia di tormaline policrome e di berilli (...). Parlava concitato, allargava estatico le braccia, spalancava gli occhi come se dinanzi avesse tuttora lo spettacolo della geode che il Roster volle illuminare con una candela e che era così bella che (...) pareva il Paradiso!»
Giovanni D'Achiardi
«Il Celleri era bravissimo nel riconoscere i minerali, anche i più rari, e nello scorgere nei vari campioni specie nuove. Ci teneva a dire che aveva acquistato tale capacità non solo con la pratica, la sua lente (che portava sempre appesa al collo con un nastro nero) e la buona vista (che attribuiva sorridendo alla campanelline d'oro che portava appese alle orecchie), ma anche con lo studio di un libro di mineralogia che gli aveva regalato Bista Toscanelli.»
Giuseppe Tanelli